# Rheosmittia spinicornis
Rheosmittia spinicornis är en tvåvingeart som först beskrevs av Lars Zakarias Brundin 1956.  Rheosmittia spinicornis ingår i släktet Rheosmittia och familjen fjädermyggor. Arten är reproducerande i Sverige. Inga underarter finns listade i Catalogue of Life.